# 이재현 (성우)
이재현(1983년 4월 3일 ~ )은 대한민국의 여자 성우이다. 2008년 대원방송 1기 공채 성우로 데뷔하였다.

## 출연 작품

### TV 애니메이션
굵은 글씨는 메인 캐릭터.
- 반짝반짝 해피★ 열려라! 코코밍 (디즈니채널) - 리본, 케티
- Yes! 프리큐어5 (대원방송) - 신문지, 빠빠루아 여왕
- 강철의 연금술사 BROTHERHOOD (대원방송) - 트리샤 엘릭, 메이 창, 엘리시아
- 꼬마북극곰 엘카의 모험 (대원방송)
- 도라에몽 8기 (대원방송) - 퉁퉁이 엄마
- 드래곤볼Z 카이 (대원방송) - 손오반
- 디지몬 세이버즈 (대원방송) - 라라몬, 해바라기몬, 라일락몬, 로제몬
- 디지몬 크로스워즈 (대원방송) - 샤우트몬, 소윤
- 매일엄마 (SBS, 대원방송) - 준수, 영구, 유민의 엄마, 보라
- 미나미家세자매 (대원방송) - 요시노, 히로코
- 미나미家세자매 2기 ~ 한그릇 더~ (대원방송) - 요시노, 히로코
- 블루드래곤 - 천계의 7룡 (대원방송) - 다넬, 스이
- 소년탐정 김전일Original (대원방송) - 카와나리 사유리, 마다라메 루리, 키류
- 소울이터 (대원방송) - 파티, 크로나
- 스위트 프리큐어♪ (대원방송) - 안소희(시라베 아코) / 큐어 뮤즈
- 신령사냥 (대원방송) - 미야코 엄마
- 알쏭달쏭 수수께끼? (대원방송)
- 엉뚱발랄 재키캣 (대원방송) - 엘리
- 오즈의 마법사 (대원방송) - 폭시, 멈비
- 와글와글 붕붕 삼총사 (대원방송)
- 완소! 퍼펙트 반장 (대원방송) - 테모테모, 채연
- 미라클 체인지 퍼펙트 반장! (대원방송) - 테모테모, 채연
- 우당탕탕 잉양요2 (대원방송) - 리나
- 우리들이 있었다 (대원방송) - 야노의 엄마
- 울트라 키즈짱 (대원방송) - 뭉이
- 위 베어 베어스 (카툰네트워크) - 그리즐리의 어린시절
- 유유백서 (대원방송) - 설라
- 유희왕 5D's (대원방송) - 안젤라
- 은하로 킥오프 (대원방송) - 지소영(사이온지 레이카)
- 이누야샤 완결편 (대원방송) - 링
- 반요 야샤히메 1기, 2기 (대원방송) - 링
- 절대가련 칠드런 (대원방송) - 나츠코, 하츠네
- 조이드 와일드 (대원방송) - 펜네
- 투 러브 트러블 (대원방송) - 금빛 어둠, 페케
- 판도라 하츠 (대원방송) - 샤론 레인즈워스
- 페어리 테일 (대원방송) - 해피, 메르디
- 프리큐어 Splash star (대원방송)
- 하트캐치 프리큐어 (대원방송) - 유나, 박철우
- 해파리 공주 (대원방송) - 츠키미의 엄마
- 후레쉬 프리큐어 - 쉬퐁
- 홀리의 신비한 여행 (대원방송) - 홀리
- 흑집사 스페셜 (대원방송) - 란마오
- 심쿵! 프리큐어 (대원방송) - 마모
- 원피스Original 15기 마린포드 편 Part2 (애니원) - 어린 사보
- 레인보우 루비 (EBS) - 키키 공주
- 헬보이 - 폭풍의 검 (대원방송)
- 헬보이 - 아이언펀치 (대원방송)
- 아스타를 향해 차구차구 (KBS) - 수지, 슈렌, 첸
- 터닝메카드 (KBS) - 다나, 천재형, 야롱이, 타돌
- 터닝메카드 W (KBS) - 다나, 천재형, 야롱이, 타돌
- 레고 시티 어드벤처 - 펠드먼
- 괴도 조커 (카툰네트워크) - 하모모, 어린 스페이드
- 레다카이 (재능TV)
- 명탐정 코난 (애니맥스) - 이보영, 진선미, 구지수, 태양,
- SPY×FAMILY - 에밀 엘먼
- 건담 빌드 파이터즈 (애니맥스) - 치나, 키라라
- 반짝반짝 해피★ 열려라! 코코밍 (디즈니 채널) - 리본, 케티
- 아이 엠 스타! (투니버스) - 니나
- 우주에서 온 모자코 (애니맥스) - 모자루
- 중2병이라도 사랑이 하고 싶어 (애니맥스) - 츠유리 쿠민
- 쥬얼펫 트윙클 (어린이TV) - 니콜, 가넷, 티타나
- 쥬얼펫 선샤인 (어린이TV) - 가넷, 나사로봇, 티타나, 안젤라
- 캐스퍼와 친구들 (재능TV) - 친구5
- 토리코 (카툰네트워크) - 린
- 폴리포켓 (투니버스) - 라일락
- 헌터X헌터 리메이크 (애니맥스) - 엘레나, 이타
- 헐크와 스매쉬군단 (투니버스) - 쉬헐크
- 보안관 칼리의 서부모험 (디즈니) - 칼리
- 포켓몬스터 XY (투니버스)
- 프리파라 (MBC) - 호조 소피/소피
- 터닝메카드 W: 반다인의 비밀 (투니버스) - 다나, 천재형, 야롱이, 타돌
- 내꺼야 폴록 (MBC) - 루루
- 깨미탐험대 (MBC)
- 숲의 요정 페어리루 (디즈니 채널) - 해바라기
- 토리코X원피스 : 최강의 콤비 (카툰네트워크) - 린
- 유니키티! (카툰네트워크) - 유니키티
- 내 친구 코리리 - 머루
- 내 이름은 꾸제트 - 베아
- 리틀 프린세스 소피아: 엘레나와 비밀의 아발로 왕국
- 아발로 왕국의 엘레나 (디즈니 채널) - 엘레나
- 퍼피독 친구들 (디즈니 주니어) - 롤리

KBS 키즈
- 마계학교! 이루마군 - 베티, 엘리자베타, 스모크
- 마계학교! 이루마군 2 - 베티, 엘리자베타, 스모크
- 마계학교! 이루마군 3 - 베티, 엘리자베타, 스모크

### 영화 애니 더빙
- 극장판 요술공주 밍키 - 꿈속의 윤무 (MOVIE) - 페페 외
- 드래곤볼 극장판 신룡의 전설 (애니박스) - 손오공
- 새미의 어드벤쳐2 (MOVIE) - 어린 새미
- 페어리 테일 - 봉황의 무녀 (MOVIE) - 해피
- 토리코 극장판 : 미식신의 스페셜메뉴 - 린
- 짱구는 못말려 극장판 16기~17기 - 나미리
- 이모티: 더 무비 - 스마일
- 보스 베이비
- 스머프: 비밀의 숲
- 레고 무비 2 - 유니키티
- 보스 베이비 2 - 캐롤 템플턴
- 버즈 라이트이어 (영화) - 이지

### 영화 더빙
- 굿모닝 에브리원 - 안나, 리사
- 더 매직 오브 벨 아일 - 플로라, 카렌
- 버레스크 - 조지아 (줄리앤 허프), 제시
- 시스터 - 딜론
- 어벤져스: 인피니티 워 - 네뷸라(카렌 길런)
- 윔피 키드 - 프래글리, 패티, 매니
- 토르: 러브 앤 썬더 - 네뷸라(카렌 길런) / 헬라 배우(멜리사 맥카시)

### 오디오 드라마CD 더빙
- 나와 호랑이님 - 치이

### 게임 더빙
- 짱구는 못말려 (닌텐도)
- Gunz2 the Second Duel - 로즈 로켓트루퍼
- 죽어버린 별의 넋두리 (비주얼노벨) - 미로나
- 소울워커 - 스텔라 유니벨
- 스타크래프트2 - 해머 상사
- 데스티니 차일드 - 바스트, 데스매치 스킨 디아블로, 글루미 스킨 모아
- 슈퍼 판타지 워 - 웨스턴 걸 제니, 용병대장 진, 매지션 체니
- 하이퍼유니버스 - 마야
- 월드 오브 워크래프트
- 히어로즈 오브 더 스톰 - 해머 상사

### 특촬물
- 가면라이더 더블 (대원방송) - 유경
- 가면라이더 디케이드 (대원방송) - 아스무, 마사히코
- 울트라맨 가이아 (대원방송) - 레이코 (이시다 유카리)
- 파워레인저 엔진포스 (대원방송) - 꼬마
- 파워레인저 정글포스 (대원방송) - 츠에츠에 (사이토 레이)
- 가면라이더 포제 (대원방송) - 하은기 (죠지마 유우키)

### 노래

#### 엔딩
- Yes! 프리큐어5 (대원방송) - 반짝반짝 빛나는 My true love
- Yes! 프리큐어5 GoGo! (대원방송) - 손에 손을 잡으면 느껴지는 마음!/활짝 웃으며 댄스 ~ 희망의 릴레이
- 못말리는 3공주 (대원방송) - 해피타임
- 못말리는 3공주 2 (대원방송) - 오프닝 해피타임 엔딩 빠야빠야
- 이누야샤 완결편 (대원방송) - 오프닝 네가 없는 미래 엔딩 Diamond
- 심쿵! 프리큐어 (대원방송) - 러브 링크(닫는 노래)

#### 오프닝
- 못말리는 3공주 2 (대원방송) - 오프닝 해피타임 엔딩 빠야빠야
- 신 도라에몽 (대원방송) - 꿈을 이루어줘 오프닝
- 이누야샤 완결편 (대원방송) - 오프닝 네가 없는 미래 엔딩 Diamond
- 절대가련 칠드런 (대원방송) - 오프닝
- 후레쉬 프리큐어! (대원방송) -  Let's 후레쉬 프리큐어!! 오프닝